# Philip Donaghy
Philip Donaghy é um ator britânico. Em 3 de novembro de 1982, ele estrelou ao lado de Eamon Boland, Clive Mantle, C. J. Allen e Ian McCurrach em premiada produção teatral "Coming Clean", de David Hayman, no Teatro Bushinglês em Londres.